# Сенат (Румъния)
Сенатът на Румъния (на румънски: Senatul României) е горната камара на румънския парламент.
Румъния е едно от малкото изключения, заедно с Полша и Чехия в Централна и Източна Европа, с горна камара на парламента от класически, нерегионален тип представителство – за разлика от федералните държави.
Румъния визниква след кримската война, посредством обединение на Влахия и Молдова. На Парижкия конгрес от 1856 г. Русия отстъпва на Молдова левия бряг на устието на река Дунав, включително част от Бесарабия, като също така се отказва от претенциите си да бъде защитник на християните в Османската империя. Руската егида над дунавските княжества е заменена от общоевропейска. Оставайки под сюзеренитета на османците, Влахия и Молдова са признати за квазинезависими самоуправляващи се княжества под закрилата на другите европейски сили.
Парижката конвенция от 19 август 1858 г. обнародва Statutul Dezvoltător („Разширяващ се статут“), за да въведе двукамарен парламент с горна камара, наречена на румънски Corpul Ponderator („Модериращ орган“). По-късно това наименование е преименувано на Сенат. Официално обединението на двете княжества се състои през 1859 г. по инициатива на Александру Йоан Куза, създавайки Обединено княжество Влашко и Молдова. Плебисцит през 1864 г. разширява принципа на национално представителство и по този начин се създава общ сенат на обединеното княжество. 
Конституцията на Румъния от 1866 г. провъзгласява конституционната монархия като форма на управление на Румъния, въз основа на националния суверенитет и разделение на властите. Законодателната власт е предвидено да се упражнява от новия монарх Карол I и двукамарен парламент, състоящ се от Събрание на депутатите и Сенат.
Конституцията на Румъния от 1923 г. e одобрена от двете камари на парламента през май 1923 г., и отново поверява законодателната власт на Сената, Събранието на депутатите и Краля. Тази Конституция регресира състава на румънския Сенат към примера на болярските събрания (ro:Adunările de stări) във Влахия и Молдова, установявайки членство по право (senator de drept) в Сената за:
1. Престолонаследникът;
2. Митрополити и епархийски епископи на православната и гръкокатолическата църква;
3. Прелати на държавно признати религии;
4. Президентът на Румънската академия;
5. Бивши председатели на Министерския съвет;
6. Бивши министри с най-малко шест години в длъжност;
7. Бивши председатели на която и да е от законодателните камари, които са заемали тази функция в продължение на поне осем редовни сесии;
8. Бивши сенатори и депутати, избрани в най-малко десет парламента, независимо от тяхната продължителност;
9. Бивши председатели на Върховния касационен съд;
10. Генерали от запаса и в пенсия;
11. Бивши председатели на Националните събрания в Кишинев, Чернивци и Алба Юлия, които са санирали съюза си към Румъния през 1918 г. с присъединяването на Трансилвания към Румъния и присъединяването на Бесарабия към Румъния.

Освен това Сенатът включва и избираема квота на корпорациите – търговски, индустриални и земеделски камари, както и на университетските преподаватели.
През февруари 1938 г., на фона на политическата криза, която скоро доведе до Втората световна война, крал Карол II наложи по-авторитарна монархия. Съгласно Конституцията от 1938 г. парламентът губи някои от основните си правомощия. Сенатът трябваше да се състои от членове, назначени от краля, членове по право и членове избрани в едномандатни избирателни райони, т.е. по същия начин като членовете на събранието. Пропорцията на назначените и избраните членове е предвидено да е равна, като сенаторите по право трябва да отговарят на условията, посочени в Конституцията от 1923 г.
През септември 1940 г., след абдикацията на крал Карол II, Националната легионерска държава суспендира парламента, но самата тя просъществува по-малко от пет месеца. Тя е наследена от военната диктатура на Йон Антонеску и парламентът остава суспендиран.
След превратът от 23 август 1944 г., на 15 юли 1946 г. правителството контролирано от Румънската комунистическа партия (PCR), издава избирателен закон, който реорганизира парламента като единен законодателен орган, наречен Асамблея на депутатите, като по този начин премахва Сената. Съгласно конституцията от 1948 г. се създава Велико национално събрание на Румъния (Marea Adunare Naţională; MAN), държавен орган подчинен на властта на Румънската комунистическа партия (PCR).
Румънската революция от 1989 г. отваря пътя за възстановяване на плуралистичната представителна демокрация. Съгласно новата посткомунистическа конституция на страната от 1991 г., одобрена от национален референдум през 1991 г., в Румъния е върната двукамарната парламентарна система, в която Сенатът е изборен орган.
Референдум за промяна на размера и структурата на парламента от сегашния двукамарен със 137 сенатори и 334 депутати – в еднокамарен с максимум 300 места се провежда на 22 ноември 2009 г., едновременно с първия тур на президентските избори в Румъния. Избирателите одобряват със 77,78% (при 50,95% избирателна активност) въвеждането на еднокамарен парламент, но към 2025 г. необходимите конституционни промени за това не са приети.